# Каб ибн аль-Ашраф
Ка’б ибн аль-Ашраф (ивр. כעב אבן אלאשרף‎, араб. كعب بن الأشرف‎) — раннеарабский поэт, еврей из Медины из племени Бану Надир.

## Биография
Писал стихи для курайшитов с призывом к тому, чтобы они убивали и расправлялись над теми, кто принял ислам и одолел их в битве при Бадре, оскорблял мусульманских женщин и критиковал исламского пророка Мухаммеда, современником которого являлся, в том числе — путём написания о нём сатирических стихов, и убитый по его приказу.
Убийство Каба, или как минимум санкционирование такового, — одно из современных обвинений против Мухаммада, а также элемент критики ислама.
Мотивом для покушения стало желание Мухаммада прекратить деятельность поэта. Чтобы остановить его деятельность, Мухаммад санкционировал убийство. Требование казни было вынесено по причине подстрекательства Кабом курайшитов, его призыва убивать мусульман и вести борьбу с Мухаммадом.